# Camden (New York)
Camden è un comune degli Stati Uniti d'America, situato nello Stato di New York, nella contea di Oneida.